# Aszur (Syria)
Aszur (arab. عاشور) – wieś w Syrii, w muhafazie muhafazie Aleppo. W 2004 roku liczyła 149 mieszkańców.